# Laosobrium
Laosobrium is een kevergeslacht uit de familie van de boktorren (Cerambycidae). De wetenschappelijke naam van het geslacht werd voor het eerst geldig gepubliceerd in 2007 door Holzschuh.

## Soorten
Laosobrium omvat de volgende soorten:
- Laosobrium minusculum Holzschuh, 2007
- Laosobrium nudipenne Holzschuh, 2010
- Laosobrium pauxillum Holzschuh, 2010